# Cryptus proximus
Cryptus proximus là một loài tò vò trong họ Ichneumonidae.